# Dr. phil. Döderlein
Dr. phil. Döderlein ist ein deutscher Spielfilm aus dem Jahre 1945. Unter der Regie von Werner Klingler spielt Heinrich George die Titelrolle, die zugleich seine letzte Filmrolle überhaupt werden sollte. George zeichnete mit seiner Herstellungsgruppe auch als Produzent verantwortlich. Der Film blieb unvollendet.

## Handlung
Im Kreise von mehreren Honoratioren erzählt Dr. Franz Döderlein im städtischen Ratskeller von einem selbst herbeigeführten Ereignis, das später sein gesamtes Leben beeinflussen sollte.
Rückblende. Als Jungakademiker reichte er einst in jungen Jahren eine wegweisende, wissenschaftliche Arbeit über die Pelasger ein. Doch die Prüfer trauten seinen forscherischen Fähigkeiten nicht, behandelten ihn von oben herab und rieten ihm, sie in Zukunft mit seinen „unwissenschaftlichen Phantastereien“ zu verschonen. Mit einer kessen Replik verscherzte es sich Döderlein endgültig bei den Universitätsoberen, die ihn daraufhin aus dem Universitätsbetrieb ausschlossen. Nun saß Döderlein mit seiner schwangeren Ehefrau Käte auf der Straße. Um seine kleine Familie durchzubringen, begann Franz Döderlein wie wild zu arbeiten und nahm bald fast jeden Job an: er gab Nachhilfestunden und schrieb Reden zu allen möglichen Anlässen wie Beerdigungen, Taufen und Hochzeiten. Auch der fröhlichen Zecherei war er in dieser Zeit durchaus zugetan. Käte Döderlein litt immer mehr unter Franzens Undiszipliniertheiten, und die Ehe blieb zuletzt nur noch aus einem Grund bestehen: weil der gemeinsame Sohn Christian beide verband.
Inzwischen erwachsen, eröffnet Christian seinem Vater, dass er Cornelia Upermann, die Tochter seines Chefs, liebe. Upermann senior habe jedoch Einwände gegen diese Verbindung, wohl aufgrund von Döderleins allgemeinem Betragen und mangelndem Ansehen. Franz Döderlein sucht die Aussprache, die jedoch ergebnislos verläuft, und rät seinem Junior, die Stadt für ein Jahr zu verlassen. Um das junge Paar zu trennen, versprach der alte Upermann sogar, Christian die Leitung der Upermann‘schen Firmenfiliale in Griechenland zu übertragen. Das kam Franz Döderlein durchaus recht, konnte er doch auf diesem Wege die durch seine Forschungen gewachsene Liebe zu Hellas ausleben. Und so begleitet er seinen Sohn, um eigenhändig nach den Schriftzeichen der legerischen Pelasger zu forschen. Wieder daheim, eilte ihm ein Ruf wie Donnerhall voraus, denn er hatte in einem Kloster eine Papyrusrolle entdeckt, die seine einst brüsk zurückgewiesenen Thesen bestätigten. Christian und Cornelia verlobten sich, und auch die Wolken an Döderleins eigener Ehefront zogen hinfort. Sohn und Schwiegertochter in spe folgten Döderleins Rat, ins Ausland zu gehen und dort eine Filiale Upermanns aufzubauen.
Nunmehr allein daheim mit seiner Frau musste der Möchtegernforscher eingestehen, dass er lediglich ein Fälscher und Schwindler sei. Die Papyrusrolle habe er selbst angefertigt, um seine umstrittene Theorie endlich zu manifestieren. Doch diese Theorie vermochte er später auf anderem Wege zu untermauern. Er habe den Schwindel nur deshalb gemacht, damit die beiden jungen Leute zueinander finden und seine Frau endlich einmal stolz auf ihn sein könne. Käte rührte dieses Geständnis, und sie machte sich daraufhin zu den universitären Prüfern auf, um sich für ihren Gatten zu verwenden. Döderlein kam mit einem strengen mündlichen Verweis davon. Fortan begegneten ihn die Mitbürger der Stadt mit dem nötigen Respekt.

## Produktionsnotizen
Die Dreharbeiten (Außenaufnahmen) zu Dr. phil. Döderlein begannen im Frühjahr 1945. Bei Ende des Zweiten Weltkriegs waren erst rund 25 Prozent des Filmes abgedreht.
Ursprünglich war Wolfgang Staudte als Regisseur vorgesehen, die Haack-Rolle sollte eigentlich Henny Porten spielen.
Die Entwürfe der Bauten stammen von Fritz Maurischat, die von Rudolf Thiele ausgeführt wurden.